# Vitfågelskäret
Vitfågelskäret (eiland met witte vogels)  is een Zweeds eiland behorend tot de Lule-archipel. Het eiland steekt niet meer dan 5 meter boven de zeespiegel uit. Het eilandje groeit nog steeds door stijging van het gebied hier. Ten zuiden van het eiland ligt de Vitfågelgrundet (ondiepte bij Vitfågelskäret), dat door diezelfde stijging ooit boven de zeespiegel komt te liggen.
Vitfågelskäret is ook de naam van een gedeelte van het eiland Småskär.